# The Daily Mail / Staircase
«The Daily Mail / Staircase» es un sencillo de la banda inglesa de rock alternativo Radiohead. Este fue editado y publicado como descarga digital el día 19 de diciembre de 2011 en formato WAV y MP3. También se puso a la venta en formato vinilo de 180 gramos. Ambas pistas se tomaron de la grabación del vídeo en directo The King of Limbs: Live from the Basement.

En una entrevista en la BBC Radio 1, el guitarrista Ed O'Brien explicó que “The Daily Mail” ha estado “dando vueltas en la cabeza desde al menos seis años”; cuando la banda decidió incluir la canción en el directo de  The King of Limbs: Live from the Basement, el arreglo final “fue decidido en una semana”. En una entrevista para BBC Radio 6 Music, Ed O'Brien explicó que la banda trabajó en “Staircase” antes de la grabación de The King of Limbs, pero no progresó más allá de la demo hasta después de la publicación del álbum.

## Historia
Los orígenes “The Daily Mail” se remontan al año 2005, cuando se empezaron a tener pistas de que la banda estaba trabajando en ella. Además, en el sitio web de la banda, se pudieron ver algunas referencias a la letra a través de algunas frases de la misma. Cabe señalar que la canción tiene algunos vínculos con “Down is the New Up” en cuando a la letra se refiere. Llegado el lanzamiento de In Rainbows en 2007, la canción quedó fuera del tracklist de este álbum. No fue hasta 2010 cuando Thom Yorke la presentó en un concierto en solitario ofrecido a favor del Partido Verde de Inglaterra y Gales (Green Party). Después, durante la primera gira con Atoms for Peace, apareció una primitiva versión de la canción con toda la banda. Radiohead la tocó por primera vez en el Festival de Glastonbury 2011, y más tarde fue vista de la misma forma en el especial The King of Limbs: Live from the Basement.
Respecto a "Staircase", fue una canción originalmente conocida como "Chris Hodge" o "Let Me Take Control", y después "A Walk Down the Staircase", resultó estrenada durante los primeros conciertos de Thom Yorke y su recién formada banda alternativa Atoms for Peace en 2010. El 21 de junio de 2011, mediante la página oficial de la banda así como su canal de YouTube, se dio a conocer una versión con Radiohead. El video fue un teaser del anunciado especial The King of Limbs: Live from the Basement.
Finalmente, ambas canciones fueron publicadas como single en formato descarga digital y vinilo el 19 de diciembre de 2011. Ambas canciones fueron interpretadas durante la gira de The King of Limbs, en 2011 y 2012. Si bien solían incluirse regularmente en el setlist de la gira, casi nunca solían coincidir en el mismo show, ya que solían alternarse ambas en las presentaciones en vivo.

## Listado de canciones
| N.º | Título           | Duración |  |
| 1.  | «The Daily Mail» | 3:37     |  |
| 2.  | «Staircase»      | 4:31     |  |

## Posicionamiento
| Listas           | Posiciones |
| ---------------- | ---------- |
| UK Singles Chart | 71         |